# 안마도
안마도(鞍馬島)는 전라남도 영광군 낙월면에 속하는 섬이다. 법성포에서 서쪽으로 약 39km 지점에 있다. 면적은 6.09km2.